# Anke Engelke
Anke Christina Fischer (nascida Anke Christina Engelke; 21 de Dezembro de 1965 en Montreal), é uma atriz, comediante, dubladora, cantora e apresentadora alemã.

## Vida
Engelke mudou-se para Colônia, em 1971, com seus pais. Logo no início, ela exibiu talento cantando, e foi descoberto em 1978 por Georg Bossert em um desempenho do coro da sua escola. E, em 1977, envolvido em uma ação conjunta com Udo Jürgens emitidos pela Rádio Luxemburgo, onde foi descoberto.
Entre 1978 e 1980 apresenta o programa "Moment mal" na Rádio Luxemburgo. De 1979-1986 apresentou na revista ZDF esportes para crianças e jovens "Pfiff". Desde 1989 Anke e sua irmã Susan são cantores do grupo Fred Kellner und die famosen SoulSisters. Neste banda alma encontra seu primeiro marido, o tecladista Andreas Grimm, com quem se casou em 1994 e com quem tem uma filha em 1996. Entre 1993 e 1996, é também membro do grupo de comédia Gagtory.
De 1996 a 2000 faz parte do elenco de Sketches do programa "Die Wochenshow" em a cadeia Sat.1. De 2002-2004 estrelas no show esboço "Ladykracher" em Sat.1, com o qual obteve um sucesso notável. Também recebeu prêmios por série de TV de improvisação "Blind Date". Em dezembro de 2003, dá voz ao peixe "Dory" na dublagem alemã Procurando Nemo. Em 2004 Engelke apresenta seu próprio late show "Anke Late Night", que está suspenso por falta de audiência.
Em 2005, ele casou-se em segundas núpcias com o músico Claus Fischer de ter seu segundo e terceiro filho, em 2005 e 2009, respectivamente.
Entre 2006 e 2007 estrelas na série de comédia "Ladyland". Desde 2007 dá voz ao personagem de Marge Simpson em Os Simpsons para a transmissão por cadeia alemã ProSieben. Em 2007, desempenhou um papel na série de TV "Kommissarin Lucas". Desde 2008, o programa torna-se "Ladykracher".
Em 2009 e 2010, tem as galas dos Prémios do Cinema Europeu, realizada em Bochum e Tallinn, respectivamente.
Em 2011 a ARD é escolhido para apresentar o Festival Eurovisão da Canção 2011, em Düsseldorf, com Stefan Raab e Judith Rakers. Também em 2011 novamente submetidos à terceiro ano consecutivo a gala dos Prémios do Cinema Europeu, desta vez de Berlim.
Em 2012, atua como porta-voz dos votos da Alemanha no Festival Eurovisão da Canção 2012. Ao celebrar o festival no Azerbaijão.
Em 2013, ela apresentou o pré-selecção alemã "Unser Song für Malmö" para escolher a canção que irá representar a Alemanha no Festival Eurovisão da Canção 2013, que será realizada na cidade sueca de Malmö.